# Penitito Tumua
Penitito Tumba (12 dicembre 1983) è un calciatore samoano, centrocampista del Gruz Azull.

## Carriera

### Club
Nel 2003 ha giocato al Titavi. Dal 2004 al 2006 ha militato al Moa Moa. Dal 2007 milita al Gruz Azull.

### Nazionale
Ha collezionato 10 presenze e ha messo a segno due reti con la maglia della nazionale.